# Margarita Ball
Beata Margarita Ball (1515-1584) fue una destacada miembro de la alta sociedad irlandesa del siglo XVI. Pese a ser la viuda del Lord Mayor de Dublín, Margarita fue arrestada por su adherencia al catolicismo, muriendo en las mazmorras del Castillo de Dublín. Fue declarada mártir por su fe en la Iglesia Católica y beatificada en 1992 junto a otros dieciséis mártires católicos irlandeses.

## Biografía
Nació en 1515 con el nombre de Margarita Bermingham en Corballis, una ciudad actualmente parte de la villa de Skryne, en el Condado de Meath, donde su padre, Nicholas, había adquirido una granja cuando emigró de Inglaterra. La familia se volvió posteriormente activa a nivel político; su hermano, William Bermingham, protestó en Londres contra el conde Thomas Radclyffe cuando este impuso la Reforma protestante en beneficio del joven rey Eduardo VI. Margarita contrajo matrimonio a los 15 años con Bartholomew Ball, alguacil de Dublín entre 1541 y 1542 cuya rica familia operaba el puente sobre el río Dodder, conocido como Ballsbridge. Tras el enlace se mudó a la ciudad, donde vivió junto con su esposo en Ballygall House, al norte del Condado de Dublín, poseyendo además una casa en Merchant's Quay. La pareja tuvo diez hijos (veinte según algunas fuentes), si bien solo cinco alcanzaron la edad adulta. Bartholomew ostentó el cargo de Lord Mayor de Dublín de 1553 a 1554, convirtiéndose Margarita en Lady Mayoress de la ciudad, donde llevó una vida confortable en una gran mansión atendida por numerosos sirvientes, siendo conocida por organizar clases en su casa para los niños de las familias católicas locales tras haber enviudado en 1568. En 1558, Isabel I había revocado la política de su hermana María e impuesto el conocido como «acuerdo religioso isabelino». En 1570 la autoridad papal respondió con la bula Regnans in Excelsis, la cual declaró a Isabel una usurpadora ilegítima. Durante esta época de persecución religiosa, era de dominio público el hecho de que Margarita ofrecía refugio a cualquier cura u obispo que se encontrase en Dublín, lo que provocó su ingreso en prisión, de la cual salió en libertad gracias a su dinero e influencias, continuando con su labor educativa y apostólica.
El hijo mayor de Margarita, Walter Ball, quien deseaba seguir los pasos de su padre y avanzar en su carrera política, abrazó la nueva religión y fue asignado comisario para causas eclesiásticas en 1577. Margarita, decepcionada por el cambio de fe de su hijo, trató en vano de hacerlo cambiar de opinión, llegando en una ocasión a decirle que tenía un amigo especial al que quería que conociese. Walter llegó temprano a la cita para conocer a esa persona acompañado por varios soldados, descubriendo que el amigo de su madre era Dermot O'Hurley, arzobispo de Cashel, quien se hallaba celebrando misa con la familia Ball. Inmediatamente tras su nombramiento como Lord Mayor de Dublín en 1580, Walter ordenó el arresto de su madre así como de su capellán personal, disponiendo que ambos fuesen encerrados en las mazmorras del Castillo de Dublín. Debido a su avanzada edad y severa artritis, Margarita necesitó ser trasladada hasta allí en un zarzo de madera. Ante las protestas de su familia, Walter declaró que al encarcelar a su madre la había salvado de morir ejecutada.
Se ofreció a Margarita la posibilidad de salir en libertad si prestaba juramento (posiblemente el Juramento de Supremacía). Su segundo hijo, Nicholas Ball, quien la apoyaba, fue elegido Lord Mayor de Dublín en 1582. No obstante, Walter seguía siendo comisario para causas eclesiásticas, un cargo superior al de Nicholas, por lo que se aseguró de impedir que su hermano sacase a la madre de ambos de prisión. A pesar de ello, Nicholas la visitaba a diario, llevándole comida, ropa y velas.
Margarita murió en 1584 a los 69 años, una edad considerada avanzada en aquella época. Gravemente aquejada de artritis, vivió tres años en una fría y húmeda mazmorra en el Castillo de Dublín sin luz natural, siendo enterrada tras su deceso en el cementerio de la Iglesia de San Audoen. Pese a que Margarita tuvo la posibilidad de alterar su testamento, nunca lo cambió, legando sus propiedades (o al menos parte de ellas) a su hijo Walter.

## Veneración

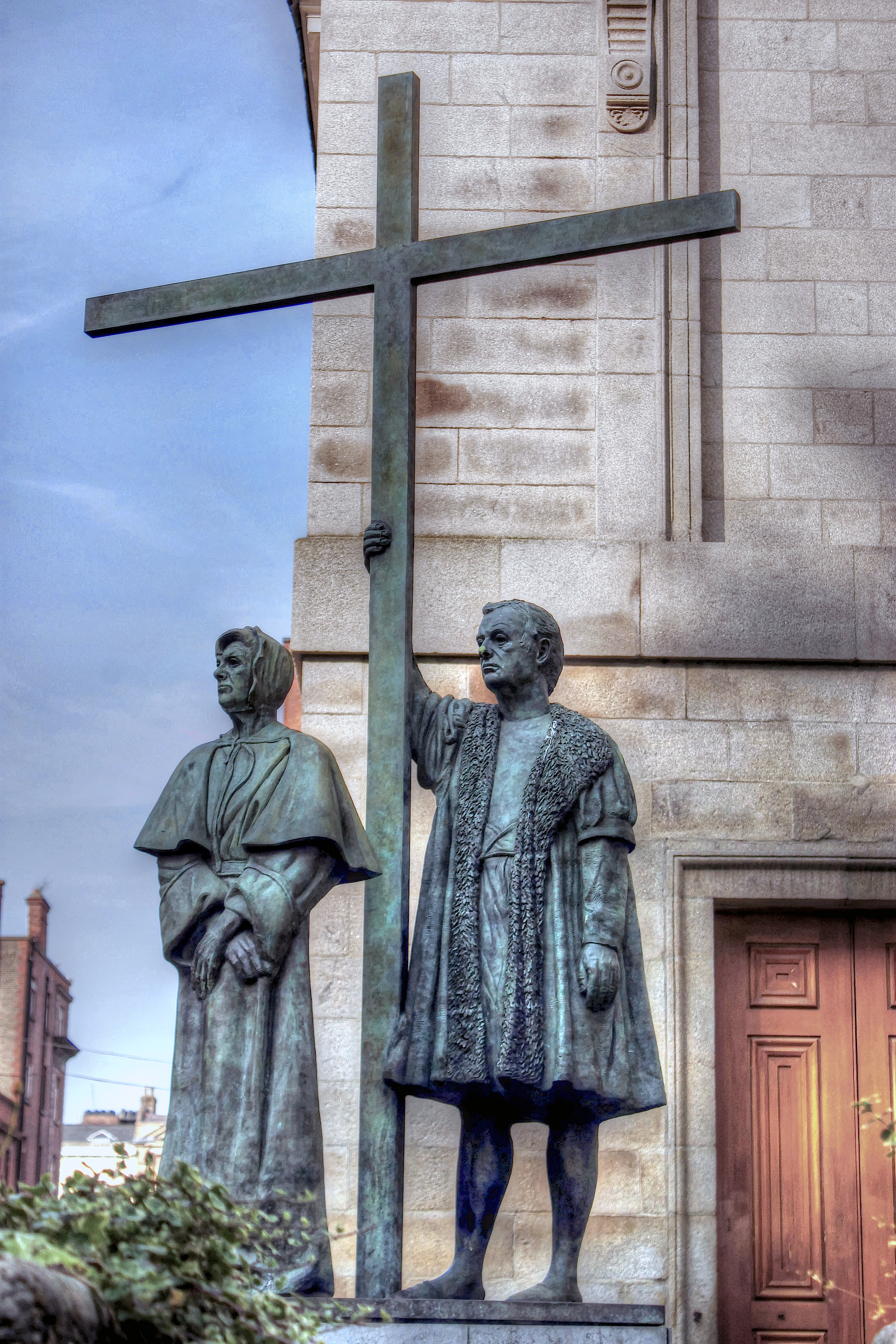
Escultura de Los Mártires de Dublín: Francis Taylor y su abuela política Margaret Ball. (Exterior de la Procatedral de Santa María, Dublín. Irlanda)

Margarita permaneció en una mazmorra pese a tener la opción de volver a una vida llena de lujos y comodidades a cambio de prestar juramento. Dos generaciones más tarde, su sacrificio fue repetido cuando Francis Taylor (Lord Mayor de Dublín entre 1595 y 1596, casado con Gennet Shelton, nieta de Margarita) fue condenado a ser encerrado en una mazmorra tras exponer el fraude de unas elecciones parlamentarias a la Cámara de los Comunes de Irlanda. Al igual que Margarita, Francis rechazó prestar juramento, muriendo en el Castillo de Dublín en 1621. Ambos fueron beatificados junto a Dermot O'Hurley y otros catorce mártires católicos el 27 de septiembre de 1992 por el papa Juan Pablo II.

## Legado
La Blessed Margaret Ball Chapel, en Santry, está dedicada a ella. Además, junto con San Columbano de Luxeuil y Santa María MacKillop, de las Hermanas de San José del Sagrado Corazón, Margarita fue nombrada santa patrona del 50.º Congreso Eucarístico Internacional, celebrado en Irlanda en junio de 2012.